# Vapnö distrikt
Vapnö distrikt är ett distrikt i Halmstads kommun och Hallands län. 
Distriktet ligger norr om Halmstad. 

## Tidigare administrativ tillhörighet
Distriktet inrättades 2016 och utgörs av socknen Vapnö i Halmstads kommun.
Området motsvarar den omfattning Vapnö församling hade vid årsskiftet 1999/2000.